# Cursdorf
Cursdorf là một đô thị thuộc huyện Saalfeld-Rudolstadt, trong bang Thüringen, nước Đức. Đô thị Cursdorf có diện tích 13,95 km².